# Brachycaudus crassitibiae
Brachycaudus crassitibiae är en insektsart. Brachycaudus crassitibiae ingår i släktet Brachycaudus och familjen långrörsbladlöss. Inga underarter finns listade i Catalogue of Life.